# ماور (وین)

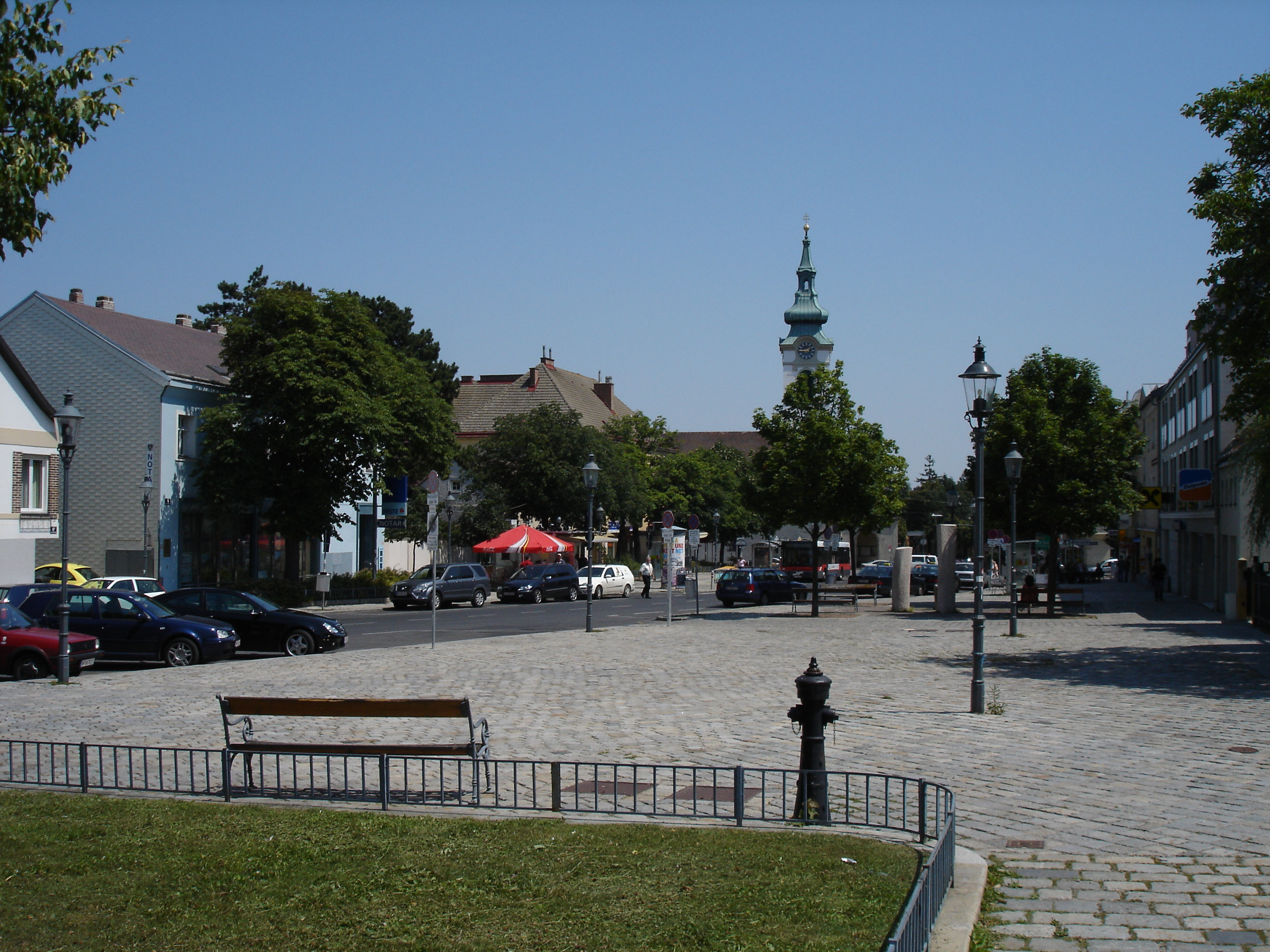
میدان اصلی ماور وین Square of Mauer, Maurer Hauptplatz

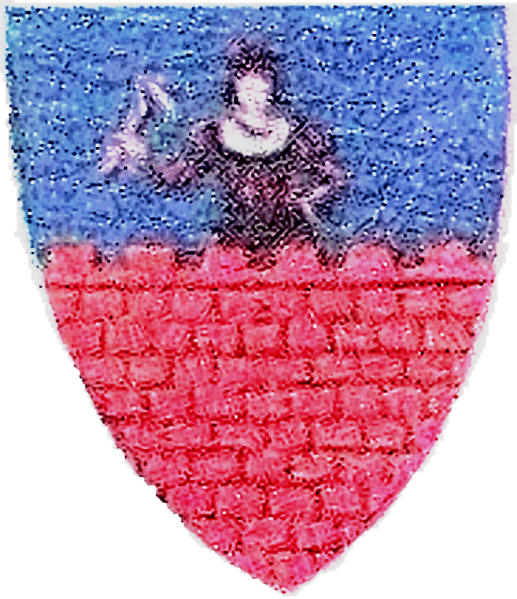
نشان بخش ماور

ماور (به آلمانی: Mauer) یک روستای سابق استان نیدراسترایش در اتریش سفلی‌است که از سال ۱۹۳۸ یکی از بخش‌های شهر وین شده‌است. امروز ماور بخشی از لِیزینگ، بیست و سومین منطقهٔ وین، است. نام ماور خود به معنای واقعی کلمه به معنی «دیوار» است.

## تاریخچه
در دوران نوسنگی یک معدن یشم در ماور قرار داشت. اولین اشارهٔ رسمی تاریخ این روستا به سال ۱۲۱۰ برمی‌گردد. تولید شراب در طول قرون وسطی آغاز شد، و هنوز هم ادامه دارد. انجمن عیسی یا یسوعی‌ها این روستا را از سال ۱۶۰۹ تا ۱۷۷۳ در کنترل خود داشتند. در دورهٔ بیدرمایرها ماور محلی مورد علاقه آرامش‌بخش در تابستان در حومهٔ وین برای وینی‌ها بود. راه‌اندازی نخستین دفتر شهردار ماور در سال ۱۸۵۰ صورت گرفت، و این روستا در سال ۱۹۰۲ به بازار شهر ارتقا پیدا کرد. 

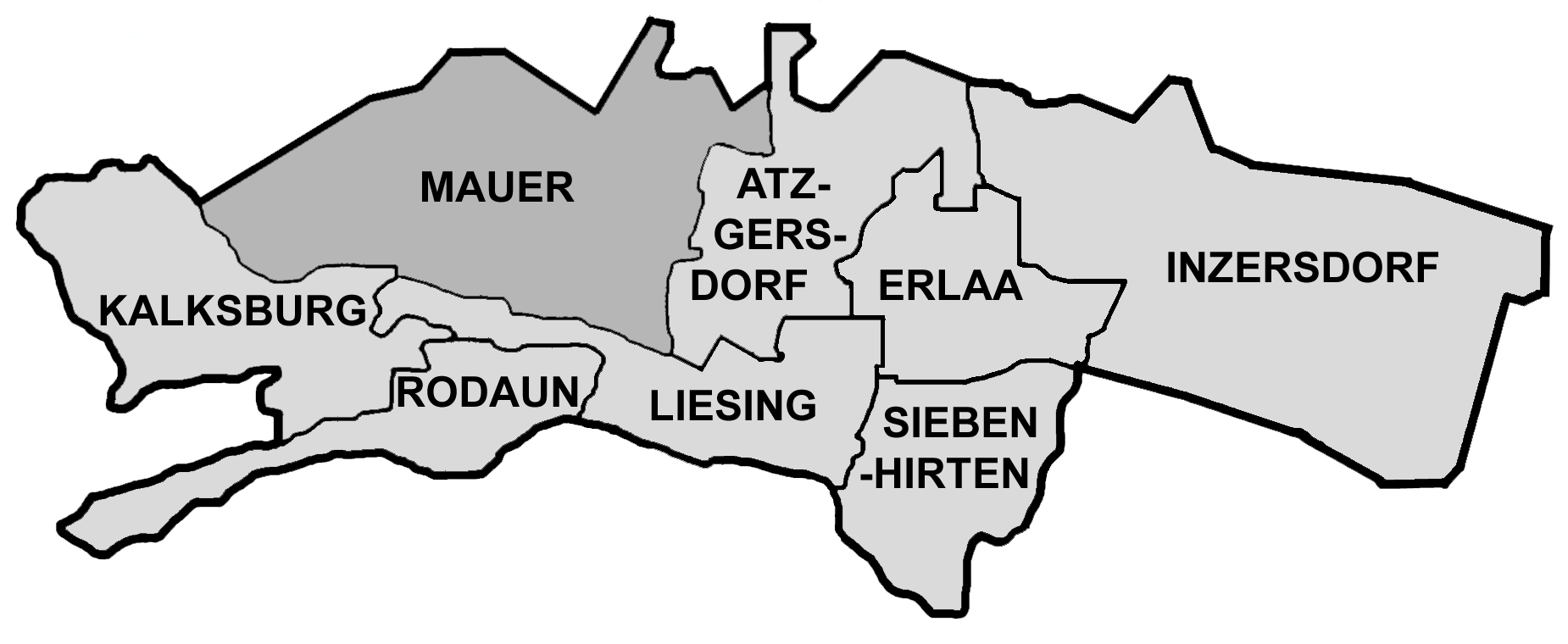
موقعیت ماور و لیزینگ

پس از آنکه هیتلر اتریش را ضمیمه کرد، وین تا حد زیادی گسترش یافت و در نهایت در سال ۱۹۳۸ ماور به بخشی از وین تبدیل شد.

## جاذبه‌ها
ماور جایگاه کلیسای وتروبا، طراحی شده توسط فریتز وتروبا است. علاوه بر این، حدود ده هیوریگر (بازار موسمی شراب) در این منطقه وجود دارد.